# 第66師団 (日本軍)
第66師団（だいろくじゅうろくしだん）は、大日本帝国陸軍の師団の一つ。

## 沿革
1944年（昭和19年）7月、台湾に駐屯していた独立混成第46旅団を基幹に、南方へ移動中に輸送船の戦没などで台湾に留まっていた兵員により編成されている。所属の歩兵第249連隊には高砂族の人々も加えられていた。
第66師団は、台北、基隆方面でアメリカ軍の上陸に備えていたが、干戈を交えることなく終戦を迎えた。

## 師団概要

### 歴代師団長
- 北川一夫 中将：1944年（昭和19年）7月14日 - 1944年11月2日[1]
- 中島吉三郎 中将：1944年（昭和19年）11月2日 - 終戦[2]

### 参謀長
- 鈴木君次 中佐：1944年（昭和19年）7月14日 - 終戦[3]

### 最終司令部構成
- 参謀長：鈴木君次大佐
  - 参謀：南武正中佐
  - 参謀：杉本保次少佐
- 経理部長：渡辺卯七主計中佐
- 軍医部長：遠山曻軍医中佐

### 最終所属部隊
- 歩兵第249連隊（台湾）：高木環大佐
- 歩兵第304連隊（台湾）：柳沢啓造大佐
- 歩兵第305連隊（台湾）：青木功大佐
- 第66師団迫撃砲隊：八坂留吉少佐
- 第66師団速射砲隊：
- 第66師団工兵隊：
- 第66師団輜重兵隊：宮島福治大尉
- 第66師団通信隊：藤岡孫市大尉
- 第66師団兵器勤務隊：
- 第66師団衛生隊：是永浩中佐
- 第66師団第1野戦病院：
- 第66師団第2野戦病院：
- 第66師団病馬廠：